# Claudio Gentile
Claudio Gentile (* 27. září 1953 Tripolis, Libye) je bývalý italský fotbalový obránce a trenér.
Je považován za jednoho z nejlepších obránců v historii italského fotbalu. Velkou část fotbalové kariéry spojil s Juventusem, klubem, v němž odehrál jedenáct sezón. Spolu s brankářem Zoffem a hráči Scireou a Cabrinim, tvořili jednu z nejlepších obranných řad v historii fotbalu. Za Bianconeri odehrál celkem 415 utkání a vstřelil v nich 10 branek a vyhrál šest titulů v lize (1974/75, 1976/77, 1977/78, 1980/81, 1981/82, 1983/84), dvě výhry v italském poháru (1978/79, 1982/83) a také evropské poháry: UEFA 1976/77 a PVP 1983/84.
Za reprezentaci odehrál 71 utkání a vstřelil v nich 1 gól. Z MS 1982 má zlatou medaili. Na tomto turnaji byl federací FIFA zařazen do all-stars týmu.
Jako trenér Itálie U21 vyhrál v roce ME U21 2004. Má také bronzovou medaili z OH 2004.

## Klubová kariéra

### Před Juventusem
V osmi letech se musel s rodiči uprchnout z Libye, kvůli italskému původu. S fotbalem začal v mládežnické sektoru ve Varese. Sezonu 1971/72 hrál na hostování v Aroně. V následující sezoně již hrál v základní sestavě při každém zápase ve Varese.

### Juventus
Po dobře odehrané sezoně, se v létě 1973 se stal novým hráčem Juventusu. Stál 200 milionů lir. První utkání odehrál Debutoval v prosinci 1973 proti Veroně (5:1), kde hrál na pozici záložníka. Od sezony 1974/75 hraje již jako krajní obránce. Zpočátku tvoří obranu s dalším krajním obráncem Cuccureddu, poté je zaměstnán na pravém křídle, protože Cabrini hrál na levé straně. Poté se do obranné trojky vmědtnal mladý Gaetano Scirea. V téhle sezoně získává první titul. V následující sezoně je v třenicí s trenérem Parolou a dočasně ztrácí své místo v týmu, je nahrazen Tardellim. V sezóně 1976/77 se trenérem stal Giovanni Trapattoni a Claudio se vrátil do základní sestavy. Přispívá k druhému titulu a také k vítězství v poháru UEFA. Za Bianconeri odehrál v 11 sezonách celkem 415 utkání a vstřelil 10 branek. Získal ještě další čtyři tituly (1977/78, 1980/81, 1981/82, 1983/84) dva italské poháry (1978/79, 1982/83) a jeden pohár PVP (1983/84).

### Fiorentina a Piacenza
V létě 1984, ve věku jedenatřiceti let, opustil Juventus a přestoupil do Fiorentiny.. Tady hrál tři sezony a odehrál za ni celkem 98 utkání. Největším úspěchem bylo semifinále italského poháru. Když odešel od fialek strávil několik měsíců bez angažmá a zúčastnil se kempu pro nezaměstnané hráče. V prosinci 1987 byl najat druholigovou Piacenzou. Nastoupil do 20 utkání a pomohl klub zachránit v soutěži. Po skončení sezony se rozhodl ukončit kariéru.

## Hráčská statistika
| Sezóna  | Klub       | Liga    | Liga   | Liga | Ligové poháry | Ligové poháry | Ligové poháry | Kontinentální poháry | Kontinentální poháry | Kontinentální poháry | Celkem | Celkem |
| Sezóna  | Klub       | Soutěž  | Zápasy | Góly | Soutěž        | Zápasy        | Góly          | Soutěž               | Zápasy               | Góly                 | Zápasy | Góly   |
| ------- | ---------- | ------- | ------ | ---- | ------------- | ------------- | ------------- | -------------------- | -------------------- | -------------------- | ------ | ------ |
| 1971/72 | Arona      | Serie D | 34     | 4    | -             | 0             | 0             | -                    | 0                    | 0                    | 34     | 4      |
| 1972/73 | Varese     | Serie B | 34     | 1    | IP            | 3             | 0             | -                    | 0                    | 0                    | 37     | 1      |
| 1973/74 | Juventus   | Serie A | 13     | 0    | IP            | 7             | 0             | PMEZ+Int.P           | 0+1                  | 0                    | 21     | 0      |
| 1974/75 | Juventus   | Serie A | 29     | 0    | IP            | 6             | 0             | UEFA                 | 9                    | 1                    | 44     | 4      |
| 1975/76 | Juventus   | Serie A | 22     | 1    | IP            | 4             | 0             | PMEZ                 | 4                    | 0                    | 30     | 1      |
| 1976/77 | Juventus   | Serie A | 29     | 1    | IP            | 9             | 0             | UEFA                 | 11                   | 0                    | 49     | 1      |
| 1977/78 | Juventus   | Serie A | 28     | 3    | IP            | 4             | 0             | PMEZ                 | 7                    | 0                    | 39     | 3      |
| 1978/79 | Juventus   | Serie A | 30     | 0    | IP            | 7             | 0             | PMEZ                 | 1                    | 0                    | 38     | 0      |
| 1979/80 | Juventus   | Serie A | 26     | 2    | IP            | 4             | 0             | PVP                  | 8                    | 0                    | 38     | 2      |
| 1980/81 | Juventus   | Serie A | 27     | 0    | IP            | 6             | 0             | UEFA                 | 4                    | 0                    | 37     | 0      |
| 1981/82 | Juventus   | Serie A | 27     | 2    | IP            | 4             | 0             | PMEZ                 | 4                    | 0                    | 35     | 2      |
| 1982/83 | Juventus   | Serie A | 28     | 0    | IP            | 10            | 0             | PMEZ                 | 9                    | 0                    | 47     | 0      |
| 1983/84 | Juventus   | Serie A | 24     | 0    | IP            | 5             | 0             | PVP                  | 8                    | 0                    | 37     | 0      |
| 1984/85 | Fiorentina | Serie A | 29     | 0    | IP            | 10            | 1             | UEFA                 | 3                    | 0                    | 42     | 1      |
| 1985/86 | Fiorentina | Serie A | 19     | 0    | IP            | 8             | 0             | -                    | 0                    | 0                    | 27     | 0      |
| 1986/87 | Fiorentina | Serie A | 22     | 0    | IP            | 5             | 0             | UEFA                 | 2                    | 0                    | 29     | 0      |
| 1987/88 | Piacenza   | Serie D | 20     | 0    | -             | 0             | 0             | -                    | 0                    | 0                    | 20     | 0      |
| Celkem  | Celkem     | Celkem  | 441    | 14   | -             | 92            | 1             | -                    | 71                   | 1                    | 604    | 16     |

## Reprezentační kariéra
Za reprezentací odehrál 71 utkání a vstřelil 1 branku. První utkání odehrál 19. dubna 1975 proti Polsku (0:0). Byl na MS 1978, kde odehrál všech sedm utkání, ale zápas o 3. místo prohrál. Také byl na ME 1980. I tady ale skončil na 4. místě. Vše si vynahradil na MS 1982. Odehrál tam kromě semifinále všechna utkání a získal zlatou medaili za vítězství. Poslední zápas odehrál jako kapitán 26. května 1984 proti Kanadě (2:0).

### Statistika na velkých turnajích
| Reprezentace | Rok     | Zápasy                         | Zápasy | Zápasy         | Zápasy           | Zápasy           | Zápasy            |
| Reprezentace | Rok     | Fáze turnaje                   | Datum  | Soupeř         | Odehraných minut | Vstřelené branky | Výsledek          |
| ------------ | ------- | ------------------------------ | ------ | -------------- | ---------------- | ---------------- | ----------------- |
| Itálie       | MS 1978 | 1 zápas ve skupině             | 2. 6.  | Francie        | 90               | 0                | 2:1               |
| Itálie       | MS 1978 | 2 zápas ve skupině             | 6. 6.  | Maďarsko       | 90               | 0                | 3:1               |
| Itálie       | MS 1978 | 3 zápas ve skupině             | 10. 6. | Argentina      | 90               | 0                | 1:0               |
| Itálie       | MS 1978 | 1 zápas v semifinálové skupině | 14. 6. | NSR            | 90               | 0                | 0:0               |
| Itálie       | MS 1978 | 2 zápas v semifinálové skupině | 18. 6. | Rakousko       | 90               | 0                | 1:0               |
| Itálie       | MS 1978 | 3 zápas v semifinálové skupině | 21. 6. | Nizozemí       | 90               | 0                | 1:2               |
| Itálie       | MS 1978 | o 3. místo                     | 24. 6. | Brazílie       | 90               | 0                | 1:2               |
| Itálie       | ME 1980 | 1 zápas ve skupině             | 12. 6. | Španělsko      | 90               | 0                | 0:0               |
| Itálie       | ME 1980 | 2 zápas ve skupině             | 15. 6. | Anglie         | 90               | 0                | 1:0               |
| Itálie       | ME 1980 | 3 zápas ve skupině             | 18. 6. | Belgie         | 90               | 0                | 0:0               |
| Itálie       | ME 1980 | o 3. místo                     | 21. 6. | Československo | 120              | 0                | 1:1 (8:9 na pen.) |
| Itálie       | MS 1982 | 1 zápas v první skupin. fáze   | 14. 6. | Polsko         | 90               | 0                | 0:0               |
| Itálie       | MS 1982 | 2 zápas v první skupin. fáze   | 18. 6. | Peru           | 90               | 0                | 1:1               |
| Itálie       | MS 1982 | 3 zápas v první skupin. fáze   | 23. 6. | Kamerun        | 90               | 0                | 1:1               |
| Itálie       | MS 1982 | 1 zápas ve druhé skupin. fáze  | 29. 6. | Argentina      | 90               | 0                | 2:1               |
| Itálie       | MS 1982 | 2 zápas ve druhé skupin. fáze  | 5. 7.  | Brazílie       | 90               | 0                | 3:2               |
| Itálie       | MS 1982 | Finále                         | 11. 7. | NSR            | 90               | 0                | 3:1               |

## Hráčské úspěchy

### Klubové
- 6× vítěz italské ligy (1974/75, 1976/77, 1977/78, 1980/81, 1981/82, 1983/84)
- 2× vítěz italského poháru (1978/79, 1982/83)
- 1x vítěz poháru UEFA (1976/77)
- 1x vítěz poháru PVP (1983/84)

### Reprezentační
- 2× na MS (1978, 1982 - zlato)
- 1× na ME (1980)

### Individuální
- All Stars team na MS 1982
- kandidát na Zlatý míč – nejlepší tým (8. místo v roce 2020)

### Vyznamenání
Zlatý límec za sportovní zásluhy (2017)
 Medaile za atletickou statečnost (1982)
 Medaile za atletickou statečnost (1975)

## Trenérská kariéra
Po ukončení fotbalové kariéry se vrátil do Juventusu, kde měl na starost mládež. V letech 1991 až 1993 byl manažerem v Leccu.
Později vstoupil do technického sektoru FIGC jako trenér národního týmu hráčů do 20 let. V roce 2000 byl zpočátku zástupcem Trapattoniho na lavičce národního A-týmu a v říjnu téhož roku nahradil Tardelliho, jako trenér reprezentace hráčů do 21 let. S mládežnickou reprezentací byl tři krát na ME U21 (2002, 2004, 2006). Nejlepší turnaj byl v roce 2004, který vyhrál. Byl i na OH 2004, kde bral bronzovou medaili. Po vyřazení ve čtvrtfinále na ME U21 2006 byl nahrazen jiným trenérem.
V následujících letech netrénoval žádný tým, přestože měl nabídky od Juventusu i aby vedl Libyi. V roce 2014 byl angažován Švýcarským klubem FC Sion, jenže po deseti dnech se nedostavil na trénink a byla mu ukončena smlouva.

### Úspěchy
- 3× na ME U21 (2002 – bronz, 2004 – zlato, 2006)
- 1× na OH (2004 – bronz)